# 川上泰徳
川上 泰徳（かわかみ やすのり、1956年1月14日 - ）は、日本のジャーナリスト。元朝日新聞社の中東特派員、編集委員。長崎県出身。大阪外国語大学アラビア語科卒業。

## 主な経歴
長崎県立佐世保北高等学校卒業。
1981年 大阪外国語大学アラビア語科卒業後、朝日新聞社に入社。初任地は高知支局。　東京本社学芸部を経て、外報部（国際報道部）。
1994-98年 朝日新聞中東アフリカ総局（カイロ）特派員
2001-02年 朝日新聞エルサレム特派員：第2次インティファーダ現地取材。
2002年度、中東報道でボーン・上田記念国際記者賞 受賞。
2002-06年 朝日新聞中東アフリカ総局長：イラク戦争現地取材。
2006-09年 朝日新聞編集委員。
2007-12年 朝日新聞論説委員を兼務。
2009-12年 朝日新聞中東駐在編集委員（エジプト・アレクサンドリア）：「アラブの春」を現地取材。
2010-15年 朝日新聞デジタル「中東マガジン」編集人兼務。
2013-14年 朝日新聞中東アフリカ総局長再任。
2015年- フリーランスのジャーナリスト
2015年- 危険地報道を考えるジャーナリストの会世話人。

## 著書

### 単著
- 『イラク零年――朝日新聞特派員の報告』（朝日新聞社）2005年[5]
- 『現地発　エジプト革命――中東民主化のゆくえ』（岩波ブックレット）2011年[6]
- 『イスラムを生きる人びと――伝統と「革命」のあいだで』（岩波書店） 2012年[7]
- 『中東の現場を歩く――激動20年の取材のディテール』（合同出版） 2015年[8]
- 『「イスラム国」はテロの元凶ではない――グローバル・ジハードという幻想』（集英社新書）、2016年[9]
- 『シャティーラの記憶――パレスチナ難民キャンプの70年』（岩波書店） 2019年[10]

### 共著
- 危険地報道を考えるジャーナリストの会「ジャーナリストはなぜ「戦場」へ行くのか――取材現場からの自己検証」 (集英社新書)  2015年[11]
- 安田純平+危険地報道を考えるジャーナリストの会「自己検証・危険地報道 」(集英社新書)、2019年 自己検証・危険地報道／安田 純平／危険地報道を考えるジャーナリストの会 | 集英社の本 公式 (shueisha.co.jp)
- 「21世紀、大転換期の国際社会: いま何が起こっているのか?」（法律文化社）、2019年[12]
- 「移民・難民・マイノリティ: 欧州ポピュリズムの根源」（彩流社）、2021年 移民・難民・マイノリティ – 彩流社 (sairyusha.co.jp)

## 出演
- ポリタスTV（YouTube、2023年2月14日、4月10日、10月17日、11月7日）